# من هو المسيحي؟

العلم المسيحي، هو علم صمم في أوائل القرن العشرين لتمثيل كل من المسيحية ووحدة العالم المسيحي.

من هو المسيحي؟ هو سؤال أساسي حول الهوية المسيحية واعتبارات تعريف الذات المسيحية. يعتمد السؤال على أفكار حول الشخصية المسيحية التي تملك أبعادًا ثقافية، ودينية، وسياسية، ونسبية وشخصية. تعريف الهوية المسيحيّة ومن هو المسيحي لا يتوقف على عدم اعتبار الشخص كمسيحي من قبل الآخرين، أو من قبل التعاريف التي تتبع القواعد الدينيّة، أو القانونيّة، أو الاجتماعية. الهوية المسيحيّة لا تتوقف فقط على مفهوم العقيدة الدينية.
وفقًا لذلك، يمكن أن تكون الهوية المسيحيّة هوية ثقافيّة أيضًا. الأفراد المرتبطين في الهوية المسيحيّة يمكن أن ينطوي في علاقات مع المجتمع المسيحي. في التقاليد المسيحيّة الرئيسيّة تعتمد تحديد وتعريف مسيحي على طقوس مسيحية دينية محددة وهي طقس المعمودية ويُمّثِل هذا الطقس دخول الإنسان الحياة المسيحية والمجتمع المسيحي. استنادًا للمعتقدات المسيحية عمومًا والكاثوليكية خصوصًا يعتبر العماد ختم أبدي وبالتالي كل شخص نال سر المعمودية يبقى مسيحيًا حتى الممات، وذلك بغض النظر عن المعتقدات الشخصية أو مستوى الالتزام الديني. وقد يتماهى بعض الملحدين المسيحيين مع الهوية المسيحيّة.
بالنسبة للمعيار العقائدي يؤمن أغلب المسيحيين في تعاليم الكتاب المقدس، ويسوع، الذي هو في العقيدة متمم النبؤات المنتظر، وابن الله المتجسد؛ الذي قدّم في العهد الجديد ذروة التعاليم الاجتماعية والأخلاقية، وأيّد أقواله بمعجزاته؛ وكان مخلّص العالم بموته وقيامته، والوسيط الوحيد بين الله والبشر؛ وينتظر معظم المسيحيين مجيئه الثاني، الذي يختم بقيامة الموتى، حيث يثيب الله الأبرار والصالحين بملكوت أبدي سعيد.
وفقًا لإحصائية مركز بيو للأبحاث لعام 2012 تصل أعداد المسيحيون حوالي 2.2 مليار نسمة. ووجدت الدراسة أيضًا أنّ نصف المسيحيين هم من الكاثوليك، في حين يشكل البروتستانت نسبة 37%، وأتباع الكنائس الأرثوذكسية فنسبتهم 12%. ويمثّل «المسيحيون الآخرون»، مثل «المورمون» و«شهود يهوه» ما نسبته 1% من مجمل المسيحيين. ويتنوع المسيحيون لاهوتيًا وجغرافيًا إذ يتوزع المسيحيين بالتساوي في أنحاء العالم، ويتواجدون في كل مناطق العالم. تشمل الإحصائيات عمومًا الأشخاص ممن يعتبرون أنفسهم مسيحيون، بغض النظر عن: السن (أي بالتالي تشمل أطفال العائلات المسيحية)، والطوائف (أي، التي تعتبر هامشية)، وعمق الإيمان (أي، تشمل المسيحيون الإسميون والمسيحيون المتدينون).

## المعيار العقائدي

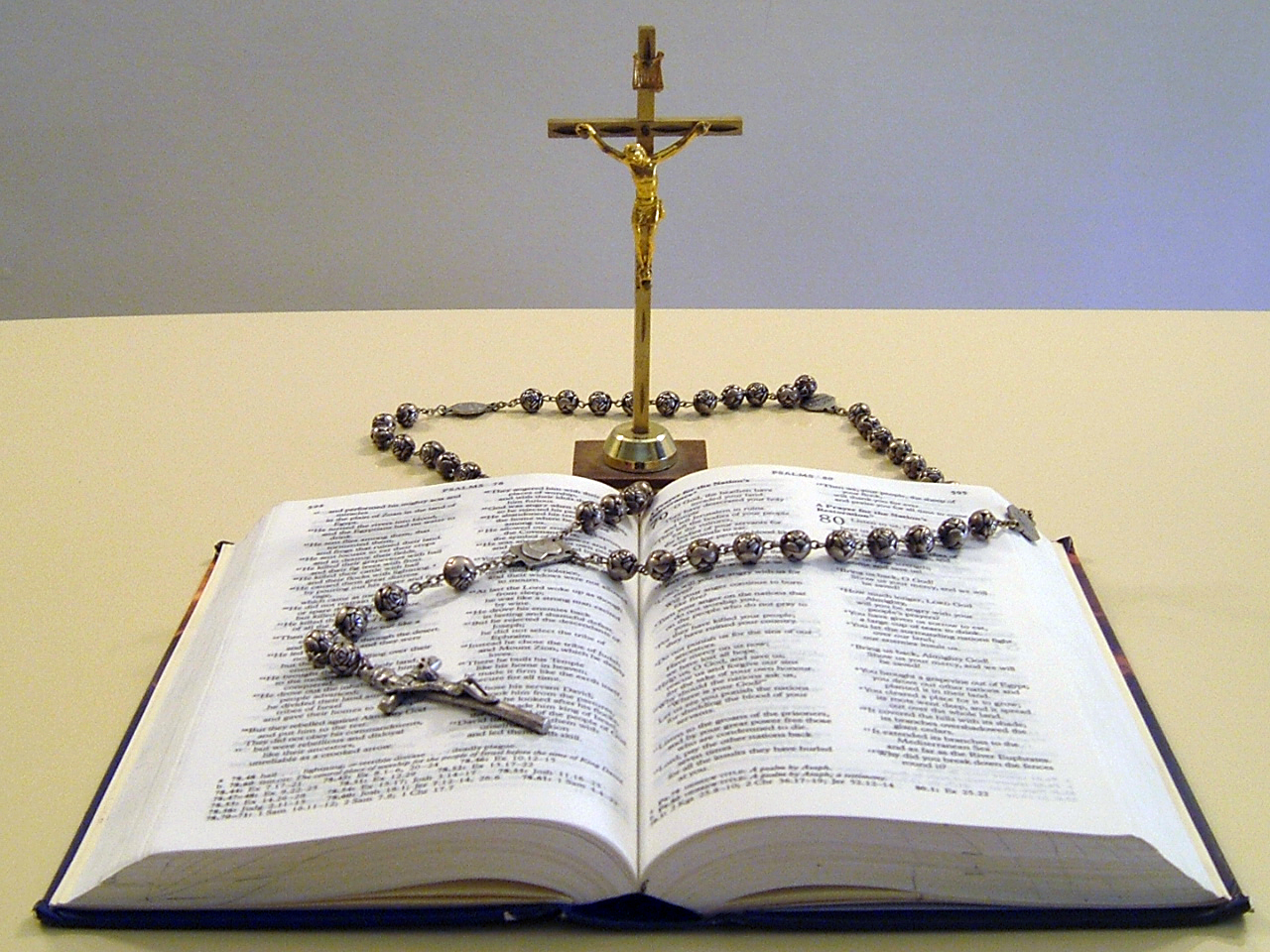
رموز المسيحية: الكتاب المقدس والصليب والسبحة الورديَّة.

يؤمن المسيحيون بأنّ «كل معمّد منتمي لكنيسة يسوع المسيح بغض النظر عن المذهب الذي ينادي به أو الطقس الذي يتبعه»، الطوائف الأربعة الكبرى التي تشكل 99% من المسيحيين هي، الكنيسة الكاثوليكية، الكنيسة الأرثوذكسية الشرقية، الكنيسة الأرثوذكسية المشرقية، الكنائس البروتستانتية.
يتنوع المسيحيون لاهوتيًا وبالإمكان العثور على مجموعة واسعة من المعتقدات والممارسات في جميع أنحاء العالم بين هؤلاء الذين يعتبرون أنفسهم مسيحيين. لا يوجد تعريف موّحد بين الطوائف والمذاهب حول تعريف «المسيحية». على سبيل المثال، يشير تيموثي بيل إلى التفاوت بين معتقدات أولئك الذين يعرفون أنفسهم كمسيحيين في الولايات المتحدة على النحو التالي:
| من هو المسيحي؟ | على الرغم من أن الجذور التاريخية لهذه الطوائف تعود إلى كل من اللاهوت المسيحي والتقاليد المسيحية. الاّ أن هناك البعض قد لا يعتبر فئات أخرى ضمن تصنيف أكبر وهو المسيحية؛ على سبيل المثال معظم المعمدانيين والأصوليين المسيحيين، لا يعتبرون المورمونية أو العلم المسيحي أنهم ضمن العائلة المسيحية. في الواقع، فإن ما يقرب من 77 في المئة من الأميركيين يعرّفون نفسهم بأنهم مسيحيين وينتمون إلى مجموعة متنوعة من التقاليد المسيحية. | من هو المسيحي؟ |

حاولت ليندا هولم تقديم تعريف شائع حول من هم المسيحيين مشيرة إلى أنّ «حول أيًا كان قد يختلف حوله المسيحيين؛ على الأقل هناك اتفاق في الاعتقاد بأن يسوع له أهمية فريدة من نوعها». الفيلسوف مايكل مارتن، في كتابه القضية ضد المسيحية' يقيّيم ثلاثة عقائد مسيحية تاريخية (قانون الإيمان الرسوليّ والنيقاوي والأثانسياوسي) لوضع مجموعة من الافتراضات الأساسية والتي تشمل الاعتقاد والإيمان بالله، وتاريخية يسوع، وسر التجسد، والخلاص من خلال الإيمان بيسوع، والإيمان في يسوع باعتباره قدوة أخلاقية.
وعلى الرغم من التنوع اللاهوتي فإن أنًّ الغالبيَّة العظمى من المسيحيين يؤمنون بألوهية المسيح وهم يتوزعون على الكنيسة الكاثوليكية، والكنيسة الأرثوذكسية الشرقية، والكنيسة الأرثوذكسية المشرقية، وكنيسة المشرق والكنائس البروتستانتية. يؤمن مسيحيي هذه الكنائس بأن الله الواحد هو في ثالوث؛ منذ الأزل وإلى الأبد، غير مدرك، كلي القدرة وكلّي العلم، وهو خالق الكون والمحافظ عليه؛ وهو ذو وجود يشكل المبدأ الأول والغاية الأخيرة لكل شيء.
لكن هناك أقلية من المسيحيين تنكر ألوهة المسيح وترى أنه كائن روحي أشبه بالله. من الناحية التاريخّية كانت من بين أبرز الطوائف المسيحية اللاثالوثية كل من مذهب الآريوسية والأبيونية والكاثار والربوبية المسيحية. أمّا في العصور الحديثة يتوزع المسيحيين اللاثالوثيين على كنيسة يسوع المسيح لقديسي الأيام الأخيرة، وشهود يهوه، والتوحيدية، وكنيسة الوحدة، وجماعة العلم المسيحي والأخوة المسيحية. وتعتبر هذه الكنائس جزء من عائلة الطوائف المسيحيَّة، ويعرف أتباع هذه الكنائس أنفسهم كمسيحيين.
الطوائف المسيحية الستة هي: كاثوليكية (تعني بالعربية الجامعة)، أرثوذكسية شرقية (تعني بالعربية الصراطية المستقيمة)، أرثوذكسية مشرقية، ونسطورية (نسبة إلى نسطور)، وتدعى هذه الطوائف باسم الكنائس التقليدية ويمكن أن يضاف إليها الكنائس البروتستانتية الأسقفية ذلك لأن هذه الطوائف تؤمن بالتقليد وكتابات آباء الكنيسة والمجامع إلى جانب الكتاب المقدس، فضلاً عن تمسكها بالتراتبية الهرمية للسلطة في الكنيسة والطقوس والأسرار السبعة المقدسة، الطائفتان الأخرتان هم البروتستانتية (تعني بالعربية المعترضون أو المحتجون)، ومجموعة طوائف أخرى غير المحسوبة عليها لأسباب شتى أبرزها إنكار ألوهية المسيح، تدعى هاتان الطائفتان بالكنائس غير التقليدية، لتمسكها بالكتاب المقدس وحده ورفضها للسلطة التراتبية والأسرار السبعة.
| الطائفة          | التكوين | السلطة | تاريخ النشوء                     | نظرتها إلى الله | موقفها من العذراء والقديسين | موقفها في الأسرار السبعة ومختلف الطقوس                                                                         |
| ---------------- | --- | --- | -------------------------------- | --- | --- | --- |
| كاثوليكية        | الكنيسة الرومانية الكاثوليكية متحدًا معها 22 كنيسة تدعى الكنائس الكاثوليكية الشرقية.                                                                                        | يرأسها البابا إلى جانب الأساقفة في ترتيب هرمي معقد. | بعيد الانشقاق الكبير، 1054.      | تؤمن بالثالوث الأقدس، وترى أن الروح القدس منبثق من الآب والابن معًا، في حين ترى سائر الطوائف أنه منبثق في الآب فقط. | تؤمن بشفاعة مريم العذراء وكونها أم الله، وتضيف عقائد أخرى كالحبل بلا دنس، الوردية المقدسة وشريكة الخلاص. تؤمن بالقديسين وشفاعتهم، وتعين باستمرار، قديسين جدد. | كنيسة طقسية.                                                                                                   |
| أرثوذكسية شرقية  | مجموعة كنائس مستقلة، دائمة التنسيق فيما بينها. | لكل كنيسة رئاستها الخاصة، ممثلة بالبطريرك أو رئيس الأساقفة، إلى جانب الأساقفة.                                                                              | بعيد الانشقاق الكبير، 1054.      | تؤمن بالثالوث الأقدس.                                                                                              | تؤمن بشفاعة مريم العذراء وكونها أم الله. تؤمن بالقديسين وشفاعتهم، غير أن منح هذه الصفة شديدة الصعوبة.                                                         | كنيسة طقسية.                                                                                                   |
| أرثوذكسية مشرقية | مجموعة كنائس مستقلة، دائمة التنسيق فيما بينها. | لكل كنيسة رئاستها الخاصة، ممثلة بالبطريرك أو رئيس الأساقفة، إلى جانب الأساقفة.                                                                              | في أعقاب مجمع خلقدونية، 451.     | تؤمن بالثالوث الأقدس.                                                                                              | تؤمن بشفاعة مريم العذراء وكونها أم الله. تؤمن بالقديسين وشفاعتهم، غير أن منح هذه الصفة شديدة الصعوبة.                                                         | كنيسة طقسية.                                                                                                   |
| كنيسة المشرق     | كنيسة مستقلة ذات اعتراف متبادل مع معظم الطوائف المسيحية. | لكل كنيسة رئاستها الخاصة، ممثلة بالجاثوليق أو رئيس الأساقفة، إلى جانب الأساقفة.                                                                             | في أعقاب مجمع أفسس، 431.         | تؤمن بالثالوث الأقدس، لكن الابن الأزلي تجلى في يسوع، وليس هو يسوع.                                                 | تؤمن بشفاعة مريم العذراء لكنها ليست أم الله بل والدة المسيح. تؤمن بالقديسين وشفاعتهم، غير أنها لم تعين قديسين جدد منذ القرون الوسطى.                          | كنيسة طقسية.                                                                                                   |
| بروتستانتية      | كنائس مستقلة لكنهم يتوزعون على سبعة كنائس رئيسية وهي لوثريَّة، كالفينيَّة، أنجليكانيَّة، مَعمدانيَّة، مِيثوديَّة، الأدفنتست، إنجيليََّة وخمسينيَّة، يوجد أكثر من هيئة تنسيق بين بضعة كنائس. | وحدات مستقلة يشرف عليها قسس حول العالم؛ في بعض الأماكن قد تنسق الكنائس البروتستانتية فيما بينها ضمن هيئات محددة، كسينودس الكنائس الإنجيلية في سوريا ولبنان. | عقب حركة مارتن لوثر، 1517.       | تؤمن بالثالوث الأقدس.                                                                                              | لا تؤمن بشفاعة مريم العذراء أو قديسين، وتشكك بعض هذه الطوائف في عقيدة البتولية الدائمة.                                                                       | ليست كنيسة طقسية ما عدا الأنكليكانية، تكتفي بعضها بسري العماد والإفخارستيا؛ غير أنه لا وجود لأي طقس في أغلبها. |
| أخرى             | مجموعة كنائس مستقلة ومنفصلة عن بعضها البعض. | إدارات مركزية لكل منها، مستقلة تمام الاستقلال عن بعضها البعض.                                                                                               | القرن التاسع عشر، القرن العشرين. | معتقدات متفاوتة، بعضها تنكر ألوهة المسيح وترى أنه كائن روحي أشبه بالله.                                            | لا وجود لمريم العذراء أو القديسين لدى هذه الكنائس. | ليست كنائس طقسية، قد يكتفي بعضها بسر العماد، غير أنه لا وجود لأي طقس في أغلبها.                                |

## معيار ممارسة الطقوس الدينية

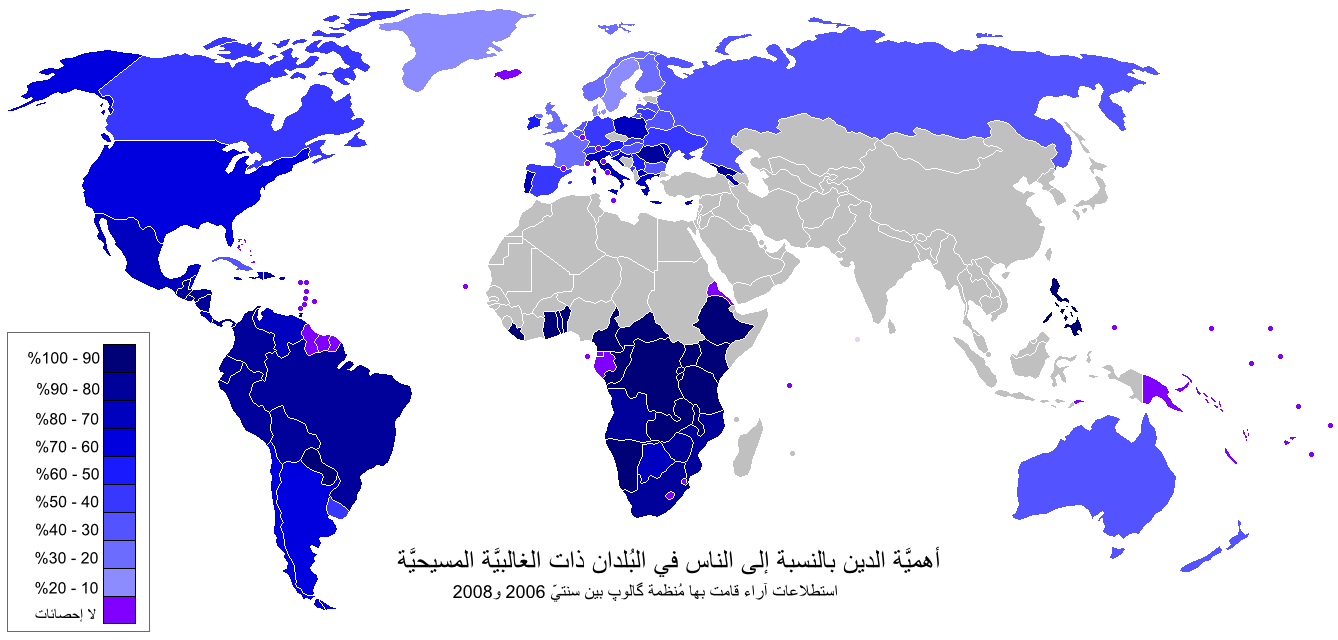
خارطة تظهر أهميَّة الدين بالنسبة للناس في البُلدان ذات الغالبيَّة المسيحيَّة، استنادًا إلى استطلاع أجرته مؤسسة غالوب بين سنتيّ 2006 و2008.

يُعتبر سر العماد، «الأساس والمقدمة لسائر الأسرار»، وهو علامة الدخول في الدين المسيحي، ومشاركة المسيح، وقبول عمله في سر الفداء، ويتم غالبًا بسكب الماء ثلاثًا على رأس المعمد. تمارس الكنيسة الكاثوليكية وسائر الكنائس الأرثوذكسية وقسم هام من الكنائس البروتستانتية عماد الأطفال وبالتالي حسب المعتقدات المسيحية يعتبر العماد ختم أبدي وبالتالي إن حصل الشخص على سر العماد يعتبر مسيحي بغض النظر عن مدى ايمانه أو التزامه بالطقوس المسيحية. في حين أنّ العديد من الكنائس البروتستانتية تعتبر المسيحي الحقيقي من يقبل يسوع كمخلص شخصي. وقد وجدت دراسات مختلفة أنًّ المسيحيين في أفريقيا وآسيا وأمريكا اللاتينية هم أكثر التزامًا من الناحية الدينية وأكثر تدينًا مقارنًة بمسيحيي العالم الغربي وينطبق ذلك أيضًا على الشباب المسيحي إذ يميل الشباب في نصف الكرة الأرضية الجنوبي أن يكون أكثر تدينًّا والتزامًا من الناحية الدينيًَة.
بحسب دراسة قامت بها معهد غالوب الدولي عام 20013 وجدت أن المسيحيين هم الأكثر تدينًا بين أتباع الأديان الإبراهيمية من حيث نسب المتدينين بمختلف طوائفهم والتي بلغت 81% بينما كانت نسبة غير المتدينين أو المسيحيين الإسميين منهم 16%، ووفقًا لبيانات من المسح الاجتماعي الأوروبي (ESS) وجدت أنّ حوالي 75% من سكان أوروبا أو 585 مليون نسمة قالوا أنهم مسيحيون ومنهم حوالي 30% يترددون على الكنائس كل يوم أحد مرة في الشهر على الأقل أي حوالي 190 مليون نسمة.
على النقيض من ذلك، يتبنّى المسيحيون الأفارقة في أفريقيا جنوب الصحراء الإنجيل في الحماس وبشكل حرفي. وفقًا لمركز الدراسات المسيحية العالمية في مدرسة جوردون كونويل اللاهوتية، ازدادت نسبة المسيحيين في القارة الأفريقية من 9% في عام 1910 إلى 55% في 2015. وعلاوة على ذلك، فإن الأرقام من مسح القيم العالمية (WVS)، والتي تغطي 86,000 شخصًا في 60 بلدًا، تشير إلى المسيحيين متدينيين بشكل ملحوظ فعبر خمسة بلدان أفريقية والتي تتوفر عنها بيانات (غانا، ونيجيريا، ورواندا، وجنوب أفريقيا وزيمبابوي) وقال 90% من الأشخاص الذين يطلقون على أنفسهم مسيحيين أنهم يحضرون الطقوس الدينية في الكنيسة بانتظام. في هذه المناطق المذكورة سابقًا فيها 469 مليون مسيحي يتردد على الكنيسة في انتظام. كما ويتردد حوالي 335 مليون مسيحي على الكنائس في أمريكا اللاتينية أي حوالي ثلي مسيحيين أمريكا اللاتينية.
يختلف المفهوم الطقسي بين التقاليد المسيحية، وبالتالي التردد على الكنائس قد لا يكون معيارًا لمدى الالتزام الديني والتديّن. في الدول ذات الثقافة الكاثوليكية والأرثوذكسية يرتبط عمق الإيمان في التردد على الكنائس ووالإعتراف بسلطة الكنيسة والالتزام والمداومة على الصلوات التقليدية مثل صلوات الساعات والمسبحة الورديَّة ودرب الصليب أو الصيام ودراسة وقراءة الكتاب المقدس. في حين أن التردد على الكنائس في الدول والمجتمعات ذات الثقافة البروتستانتية ليس معيارًا خصوصًا لدى البروتستانت من التيار الإنجيلي والتي تلتزم في «قبول المسيح كمخلص ورب» وذلك كمفتاح لكونه مسيحيًا وفقًا لهم، ويكون التركيز لدى هذه المجموعة أكثر على العلاقات الشخصية مع الله ويسوع أو على قراءة الكتاب المقدس أو التبشير، أكثر مما هو على الطقوس الكنسيّة. ويتم تشجيع أتباعها على الانخراط في دراسة الكتاب المقدس بشكل شخصي وغالبًا ما تسمى بالوقت الهادئ أو التعبدّي. يُذكر أنّ كافة الطوائف المسيحية تشجّع على قراءة واستخدام الأناجيل على الصعيد الروحي والشخصي. وبالتالي فإن دراسة الكتاب المقدس والصلوات تُقام من خلال مجموعان مجموعات من الأصدقاء أو العائلة والمعارف أو طلبة الجامعات ويطلق على هذه المجموعات في التقاليد البروتستانتية مجموعات الخليّة، حيث يتم غالبًا قراءة ودراسة الكتاب المقدس في مجموعات صغيرة. كما أنه في الدول التي يتعرض المسيحيين خصوصًا من معتنقو المسيحية لإضطهادات يتعبّد المسيحيين في الكنائس المنزلية بشكل سري. ومن بين هذه المناطق الصين، وفيتنام، والهند، وكوبا، وإيران ودول المغرب العربي.
في التقاليد المسيحية تترجم العبادة أيضًا من خلال فعل المحبة حسب المسيحية إلى ما يسمى أعمال الرحمة، وتأخذ هذه الأعمال أهمية خصوصًا لدى الكنيسة الكاثوليكية، والأرثوذكسية والميثودية وينظر إلى هذه الأعمال كوسيلة لنيل النعمة والقداسة، تقليديًا تم تقسيم أعمال الرحمة إلى فئتين، في كل منها سبعة عناصر، أعمال الرحمة البدنية والتي تهتم بالاحتياجات المادية للآخرين، وأعمال الرحمة الروحية التي تهتم بالاحتياجات الروحية للآخرين. وبالتالي اتباعًا لوصية المحبة وأعمال الرحمة أنشأت الكنيسة المستشفيات والمدارس والجامعات والجمعيات الخيرية ودور الأيتام ودور العجزة والملاجئ لمن هو بلا مأوى.

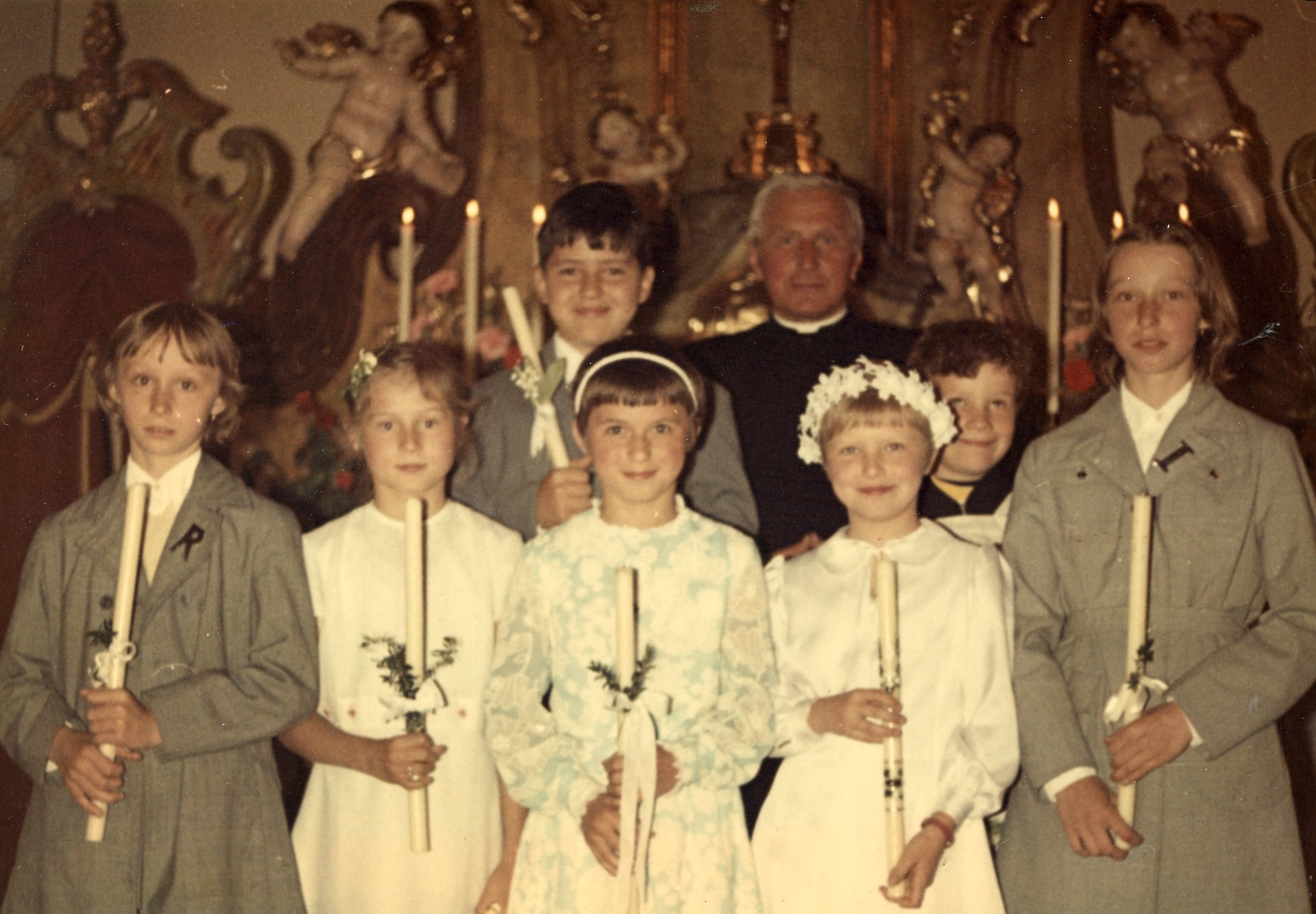
سر الأفخارستيا: ويتم نيل السر عن طريق احتفال ديني أول قربانة.
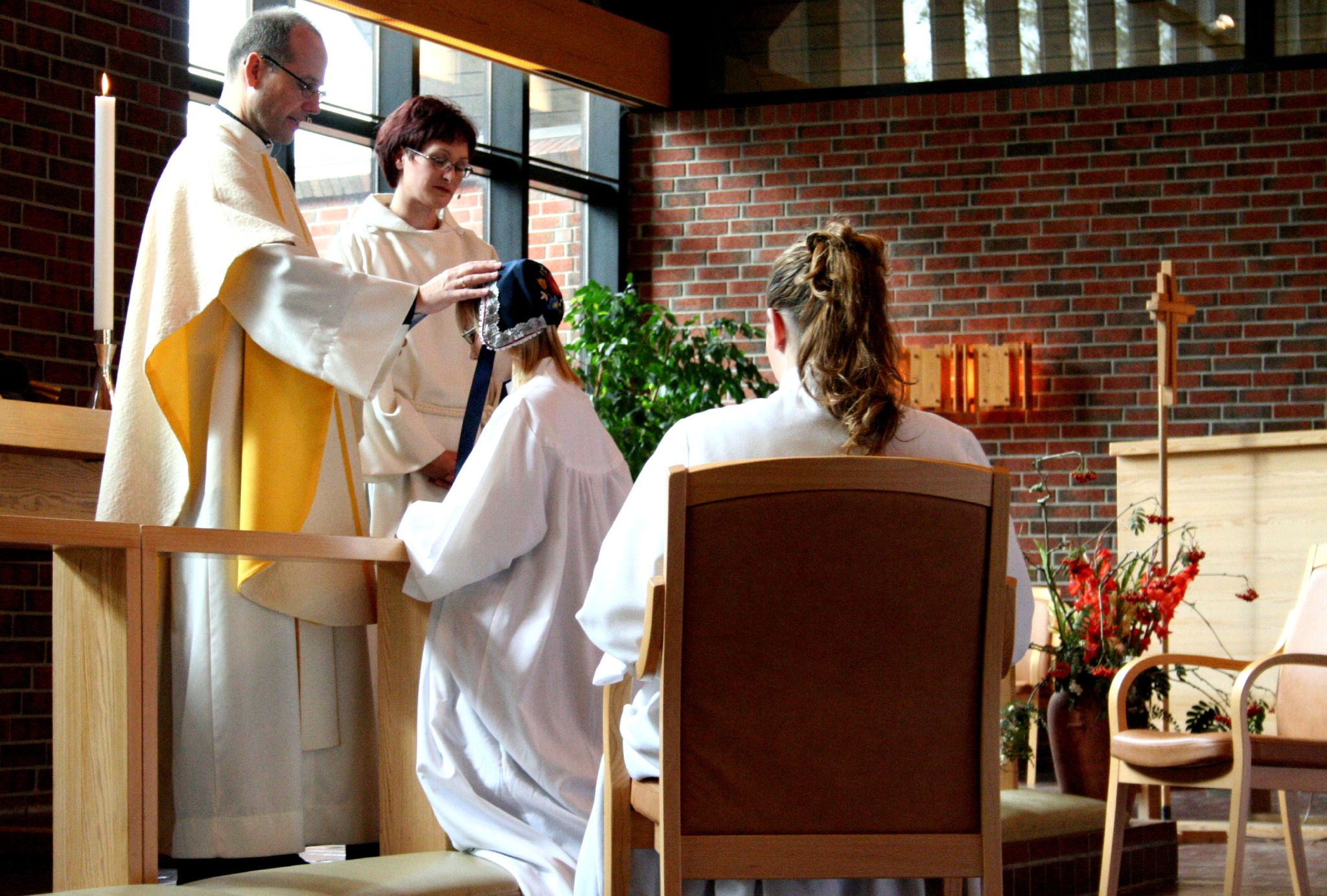
سر الميرون: أسقف بروتستانتي لوثري يقوم بالتثبيت.
سر الزواج: زفاف في الكنيسة الصربية الأرثوذكسية ويتم بمباركة رجل الدين.
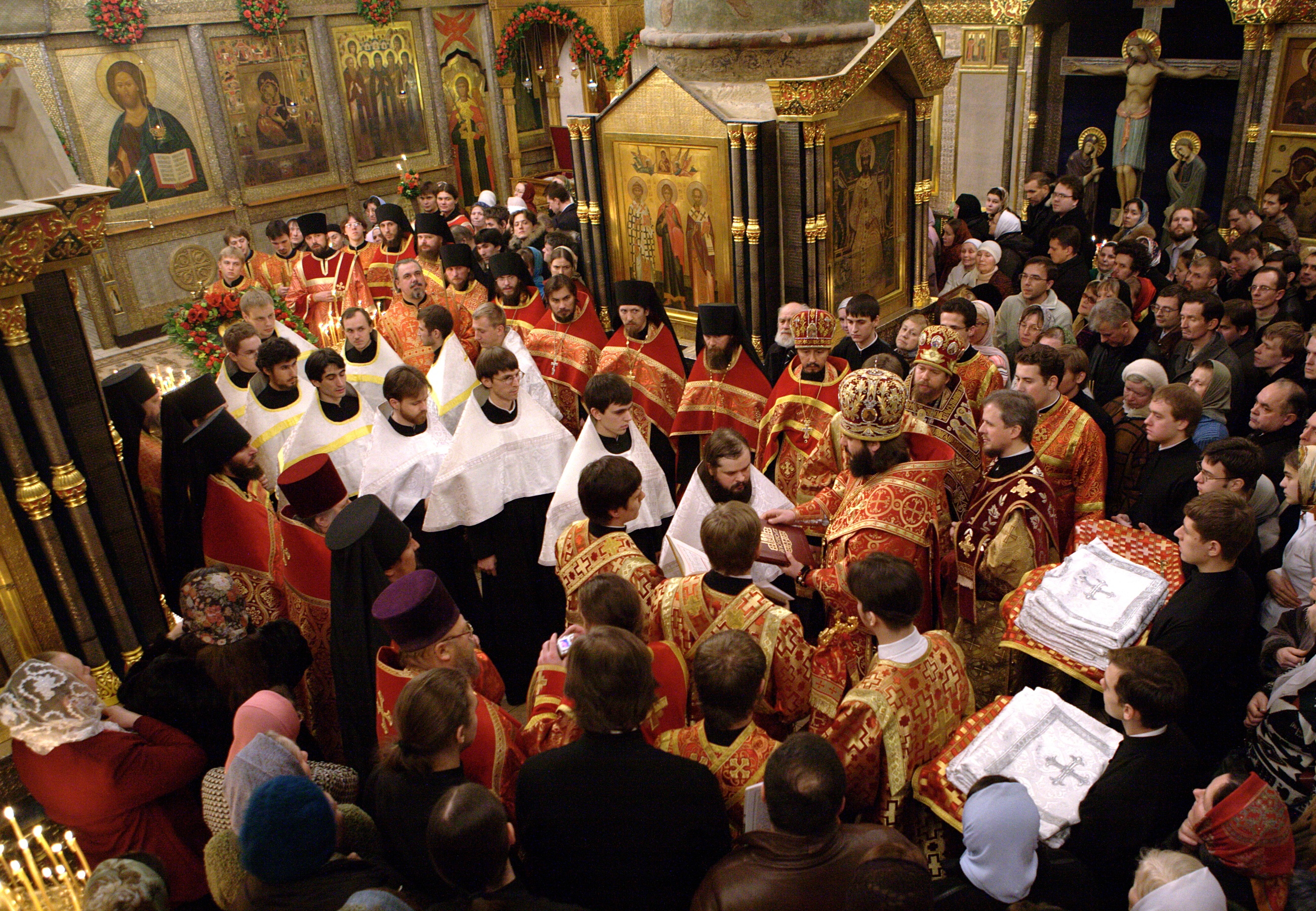
سر الكهنوت: سيامة كاهن في حسب الطقوس المسيحية الشرقية.
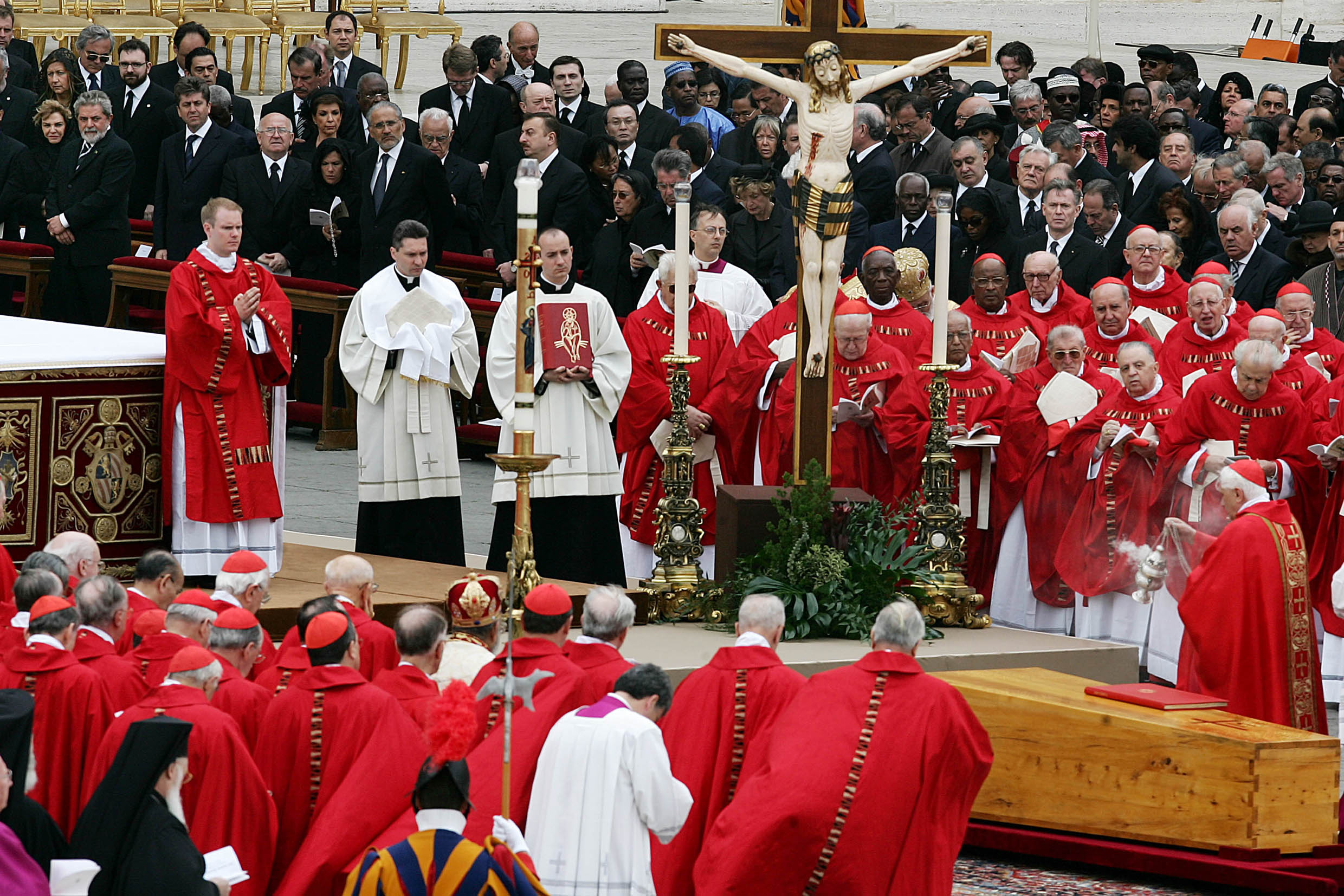
صلاة جناز للبابا يوحنا بولس الثاني.
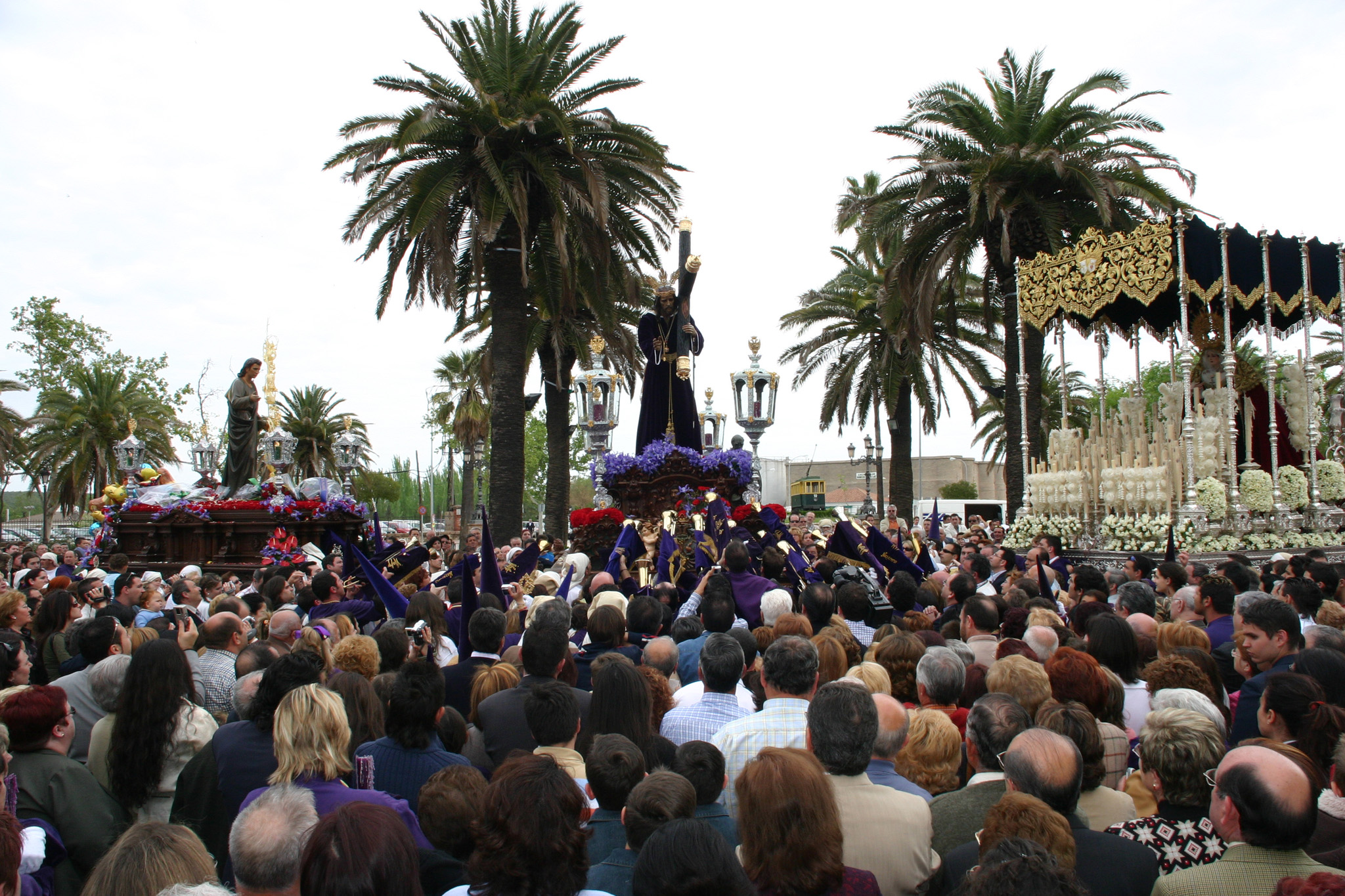
تطواف جمعة الآلام، تعتبر التطوافات جزء من الثقافة المسيحية الشعبية.
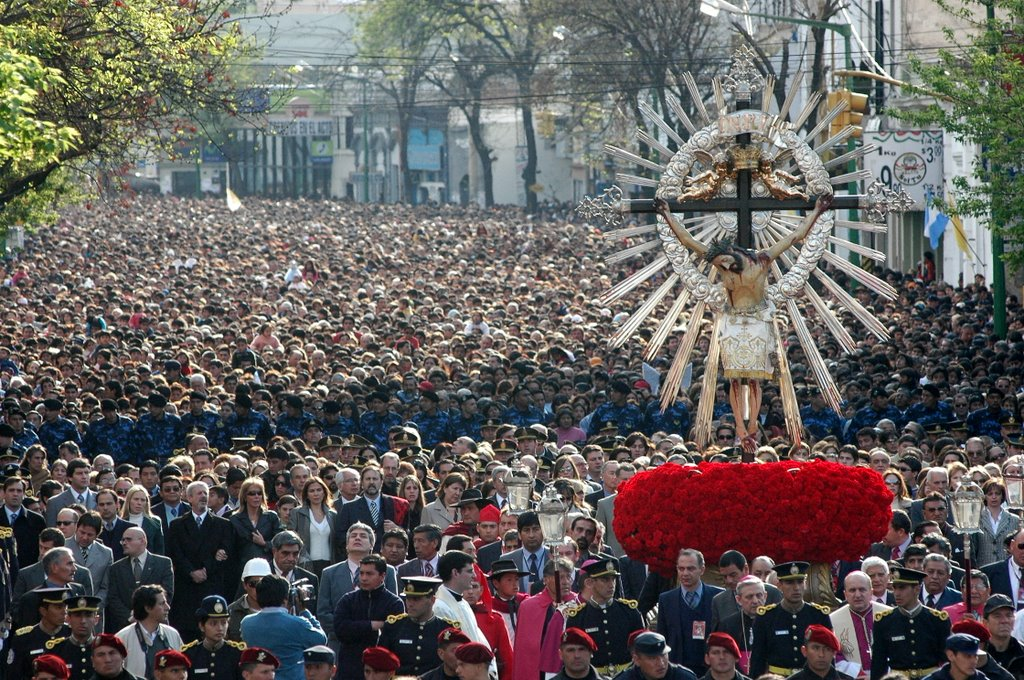
تطواف الشعانين في  الأرجنتين، تعتبر التطوافات جزء من الثقافة الكاثوليكية الشعبية.
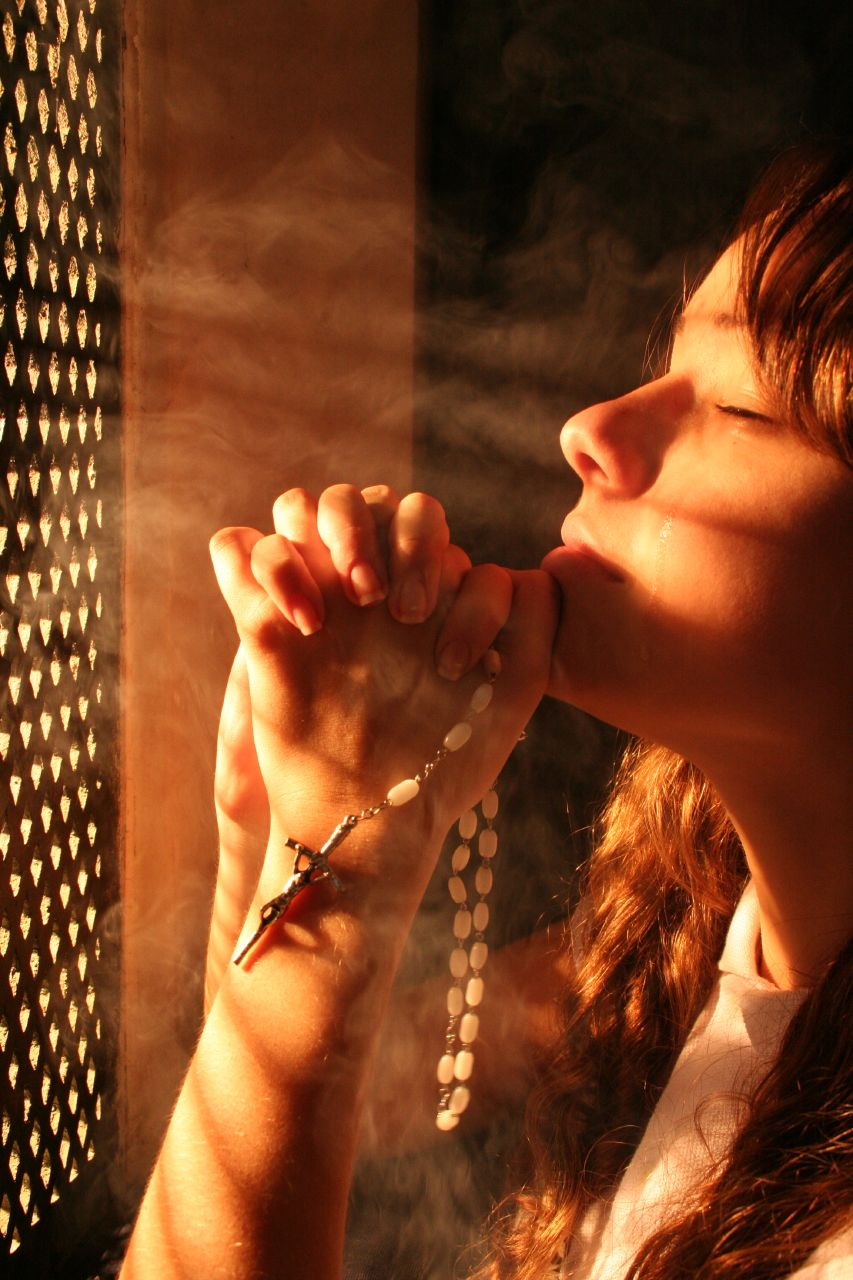
فتاة تصلي صلاة المسبحة الوردية.
حلقة لمجموعة بروتستانتية إنجيلية تدرس الكتاب المقدس.
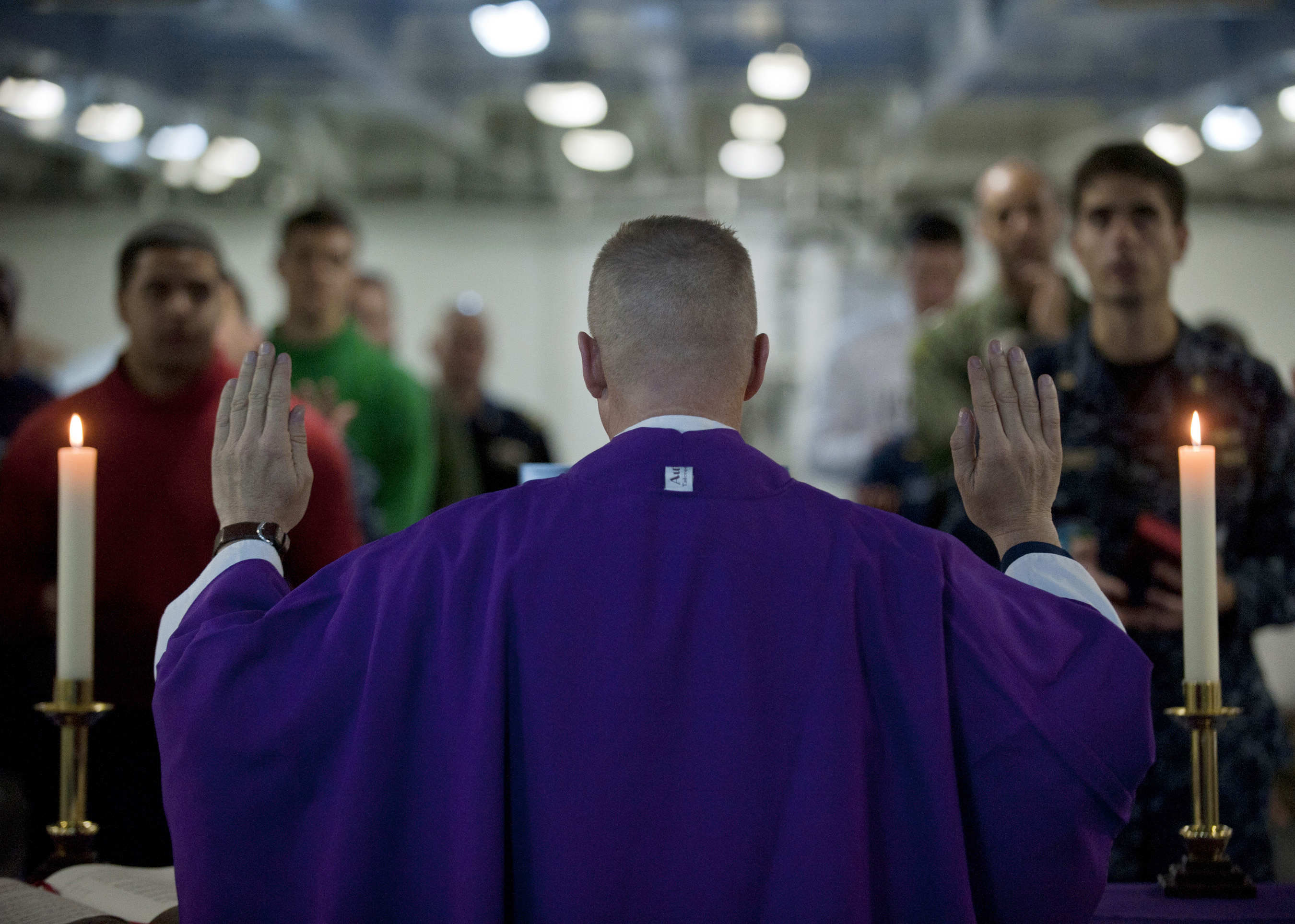
قداس حسب الطقوس الكاثوليكية.
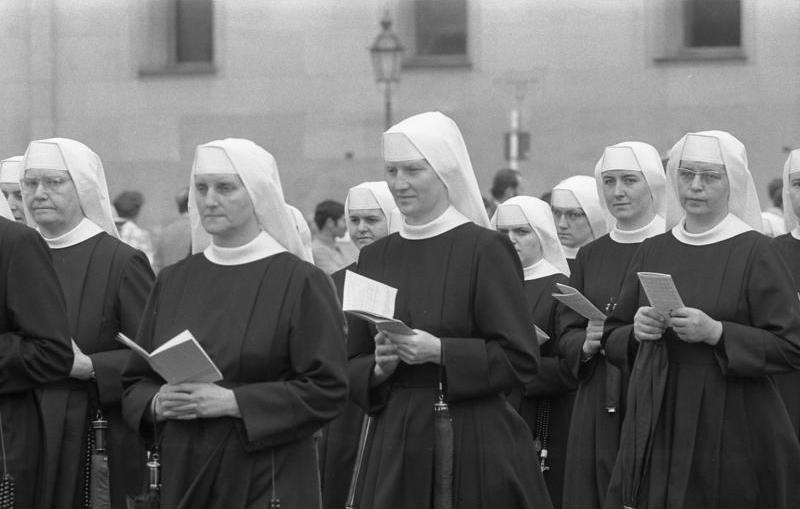
راهبات بندكتيات ينشدن التراتيل.
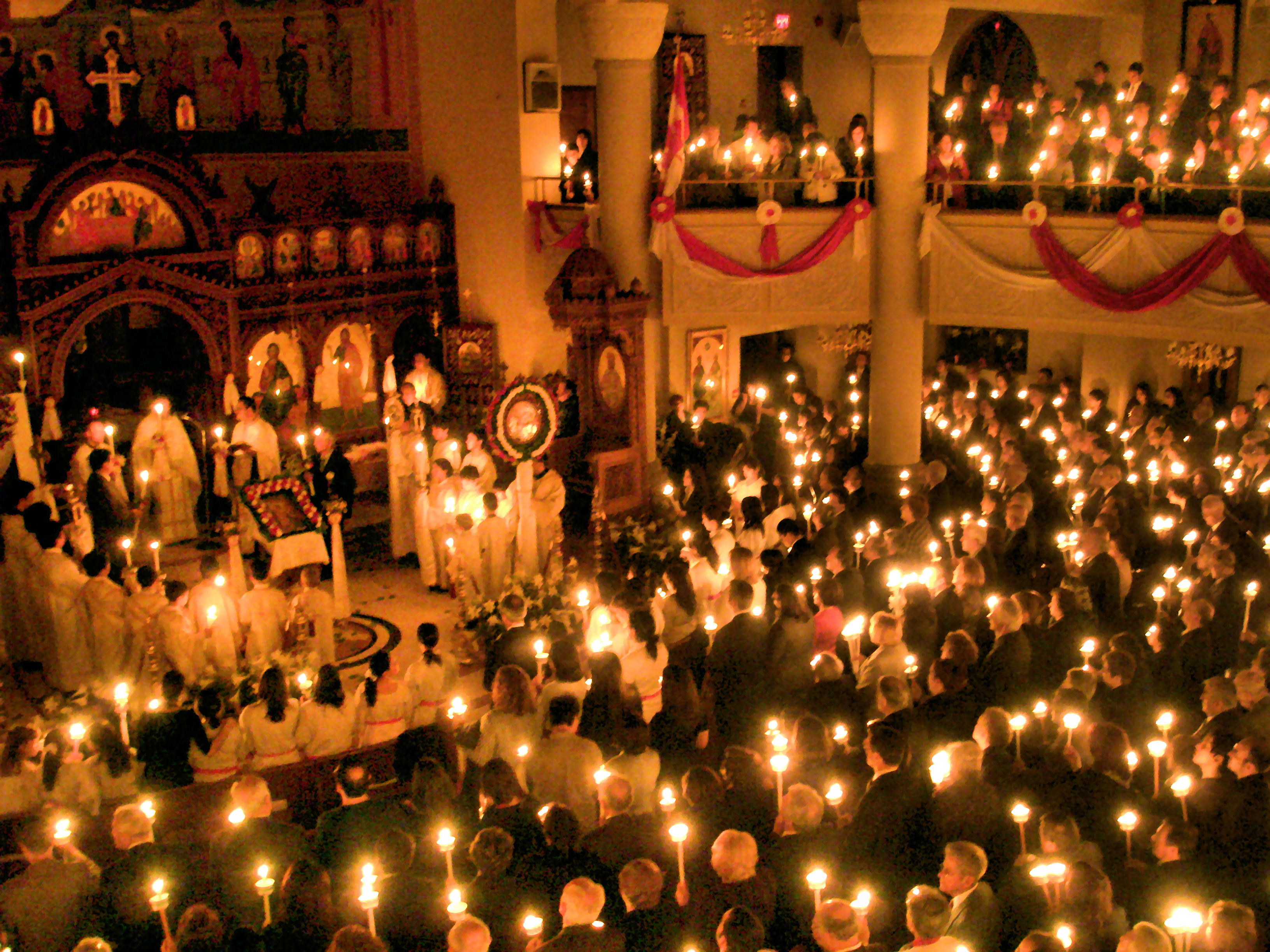
احتفالات سبت النور في الكنيسة اليونانية الأرثوذكسية.
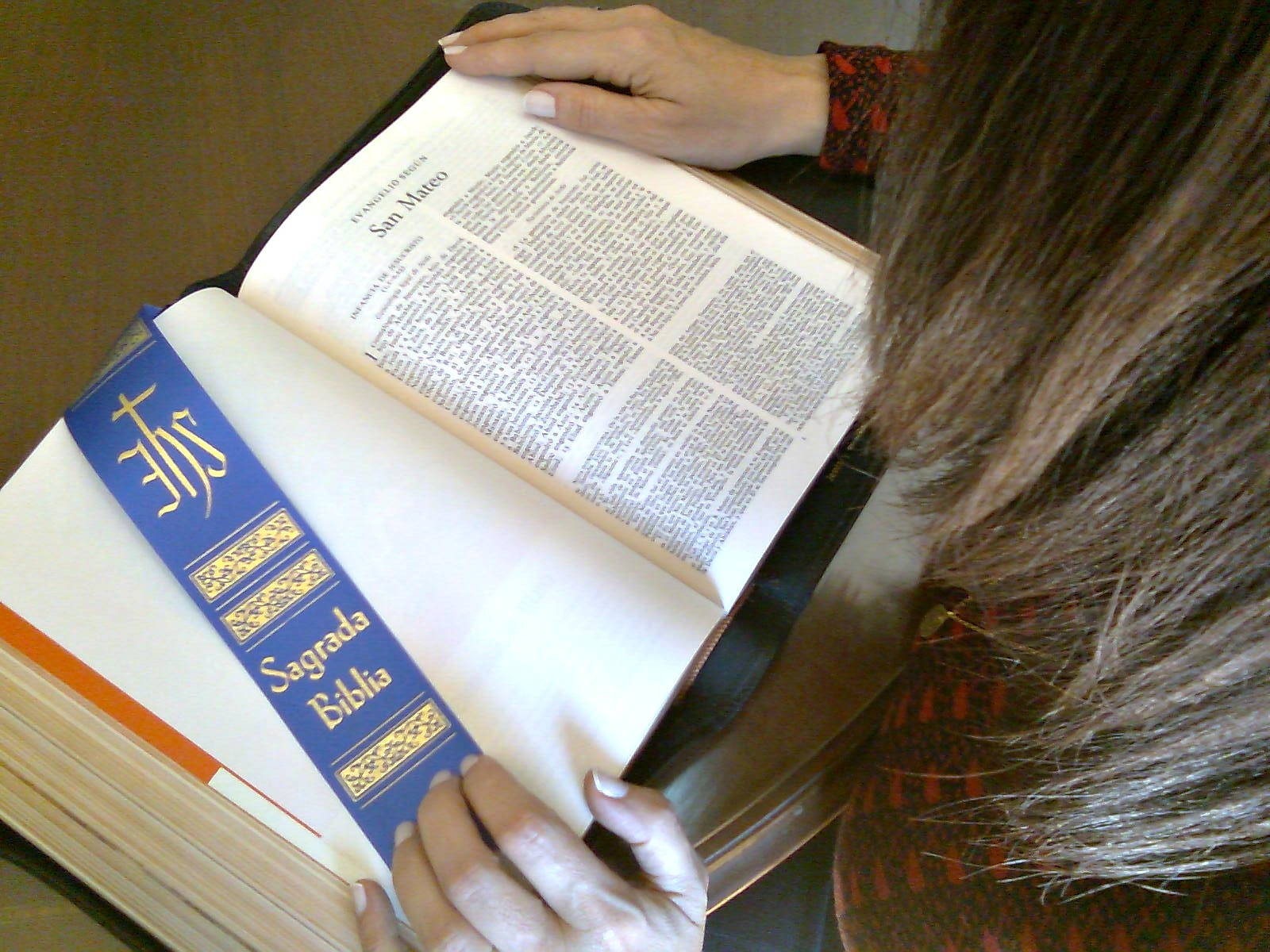
فتاة تقوم بقراءة ودراسة الكتاب المقدس؛ لدراسة الكتاب المقدس أهميَّة خاصة في الثقافة البروتستانتية.
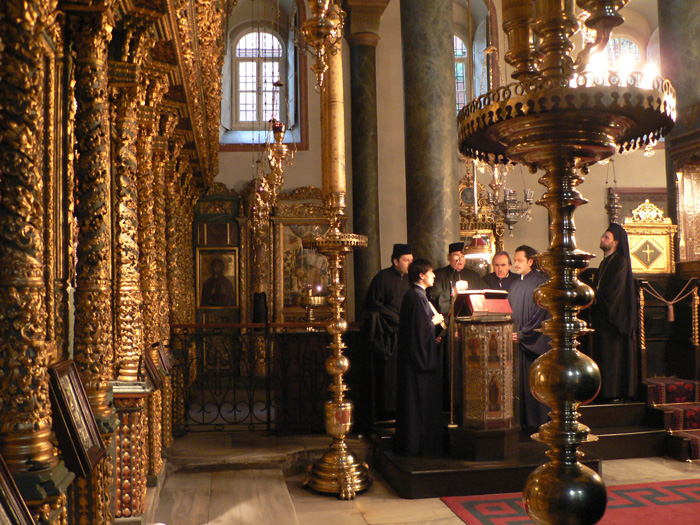
رهبان أرثوذكس في إسطنبول في  تركيا؛ يصلون صلوات الساعات.
عائلة مسيحية تصلّي قبل الطعام في عيد الشكر.

## المعيار الإثني والثقافي
في العديد من الجماعات العرقيّة والإثنيّة تُعتبر المسيحية جزء مركزي في تركيب الهوية الإثنية والوطنيّة لتلك الشعوب ومن بين هذه المجموعات التي ترى المسيحيًّة كجزء من هويتها الثقافية والتاريخيَّة؛ الإثنيات الدينيَّة المسيحيَّة مثل المسيحيون العرب (الروم الأنطاكيون)، والموارنة، والأقباط، والآشوريين والسريان، والأرمن، ومسيحيو مار توما، والأميش، والمينونايت، والمورمون، والهوتريتيون، والأيرلنديون الكاثوليك، وكاثوليك مانغلور وكاثوليك غوان. كما وتملك الشعوب الأرثوذكسيّة في أوروبا الشرقية والبلقان كنائس وطنيَّة وقوميَّة خاصة بها ومنهم الجورجيون، والبيلاروس، والبلغار، واليونانيون، والمقدونيون، والرومانيون، والروس، والصرب، والقبارصة والأوكرانيون. وتُعد الثقافة البروتستانتية بالنسبة لعدد من شعوب أوروبا الشمالية جزء من الهوية الوطنية والشعبيَّة ومنهم الشعب الإنجليزي، والاسكتلنديّ، والأنجلو إيرلندي، والويلزيّ، والسويدي، والفنلندي، والنرويجي، والدنماركي، والألماني، والإستوني، واللاتفي والهولندي وغيرهم. كما وأضحت الثقافة الكاثوليكية الهوية السائدة والموحدة للشعب النمساوي، والإسباني، والبرتغالي، والإيطالي، والفرنسي، والبلجيكي، والكرواتيّ، والآيرلندي، والمجري، والبولندي، إلى جانب الفلبينيون وشعوب أمريكا اللاتينية مثل الأرجنتينيون، والبرازيليون، والكولومبيون، والشعب المكسيكي، وغيرهم من الهسبان والأمريكيين اللاتينيين. وفقًا للمؤرخ الفرنسي فرناند بروديل فالإنسان الأوروبي متدينًا كان أو ملحدًا فإنّ ردود فعله النفسيّة، وسلوكه، وأخلاقيته، ظلت متجذّرة في التّراث المسيحي الذي طبع الحياة الأوروبيّة بطابعه على مدار القرون المتطاولة. وقد وصف المؤرخ بروديل الإنسان الأوروبي على إنّه من «دم مسيحيّ».
يأخذ التعبير عن الهوية المسيحيّة أشكال متعددة مثل الحفاظ على العادات والتقاليد المسيحية المتعلق بالقيم الأسريَّة، وينظر إلى الحفاظ على العادات والتقاليد بأنها قيم عائلية وتعليمية مهمة، فضلًا عن ذلك قد تعني الهوية المسيحية لبعض المسيحيين أن تكون مسيحيًا هي أن تكون جزء حيوي من الثقافة المحلية المشبعة في المسيحية دون العيش بالضرورة في الالتزام الديني. يظهر ذلك في الدراسة في المدارس والجامعات المسيحية والذهاب إلى الكنيسة في الأعياد الدينية والمناسبات الاجتماعية والعائلية مثل حفلات الزفاف والعماد والجنازة وزيارة قبور الأقارب ووضع رموز دينية مثل الصليب والأيقونات وحمل أسماء مسيحية وممارسة طقوس مثل العماد وأول قربانة والأسرار السبعة المقدسة ورسم إشارة الصليب على الجباه في أربعاء الرماد والاحتفال في الأعياد المسيحية خاصًة العائلية منها مثل عشية عيد الميلاد وتلوين بيض عيد الفصح والمشاركة في التطوافات الدينية مثل تطوافات الأسبوع المقدس أو عادة الصيام عن اللحوم يوم الجمعة أو الصلاة قبل الطعام.
وقد يتم التعبير عن الحفاظ على الهوية المسيحية من خلال الحفاظ على الدراسة في المدارس المسيحية أو الجامعات المسيحية. ويتم التعبير عن الهوية المسيحية من خلال المناسبات الدينية مثل عيد الميلاد حيث يحافظ المسيحيين على مظاهره والتي تكون على شكل إعطاء الهدايا ووضع شجرة الميلاد ووجود شخصية بابا نويل الأسطورية وعشاء الميلاد والاجتماعات العائلية وحضور قداس نصف الليل والتردد على الكنائس.
كما أن بعض المسيحيين يُعَمِّدون أبنائهم باعتباره نوع من القيم التقليدية المسيحية والتي هي جزء من هويتهم الثقافية في حين أن البعض الآخر كشكل عقائدي بحت وللتعبير عن الإيمان في العقائد المسيحية، هذا بالإضافة إلى اعتبارهم الكتاب المقدس والليتورجيا والفن والموسيقى الكنسية جزء من ثقافتهم وقيمهم.

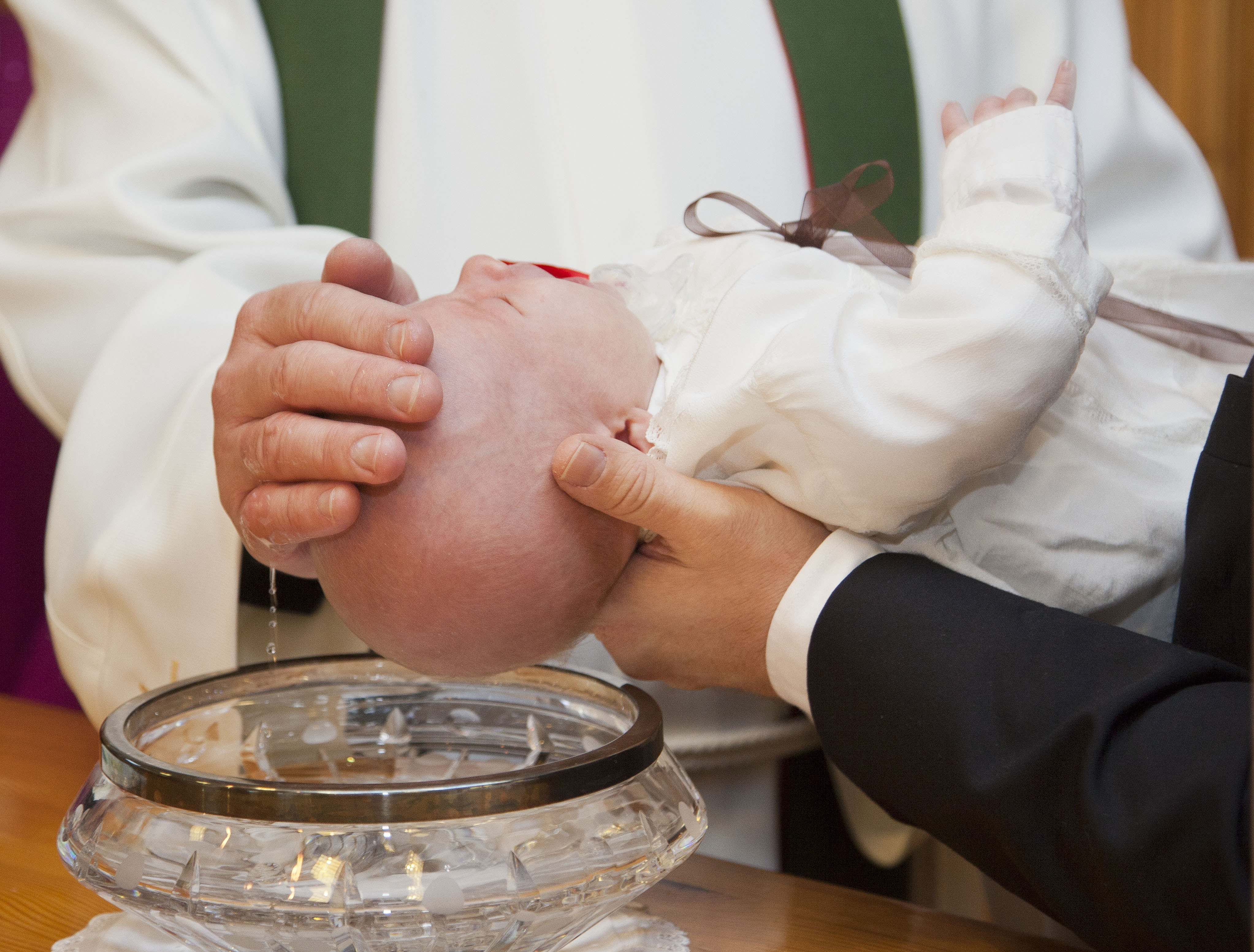
العماد وهو سر دخول المرء في المسيحية
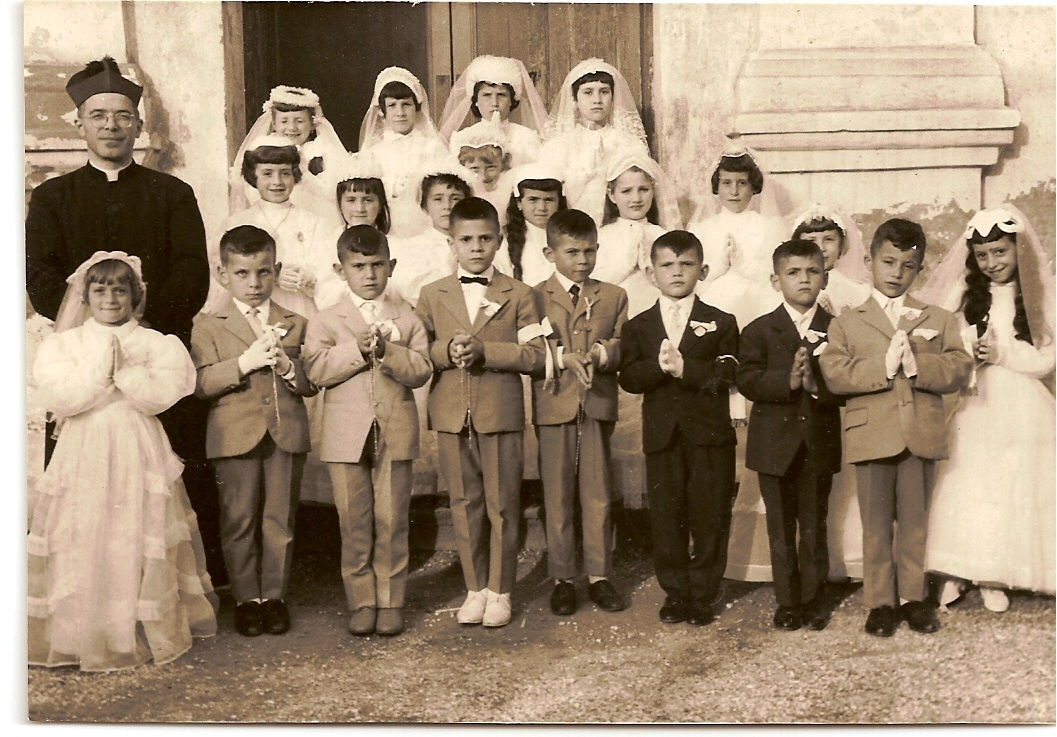
أول قربانة، يتم فيه نيل سر الأفخارستيا ويُعتبر حدث عائلي وديني وثقافي
زفاف في كنيسة حسب الطقوس الأرثوذكسية الشرقية ويتم الزفاف بمباركة رجل الدين
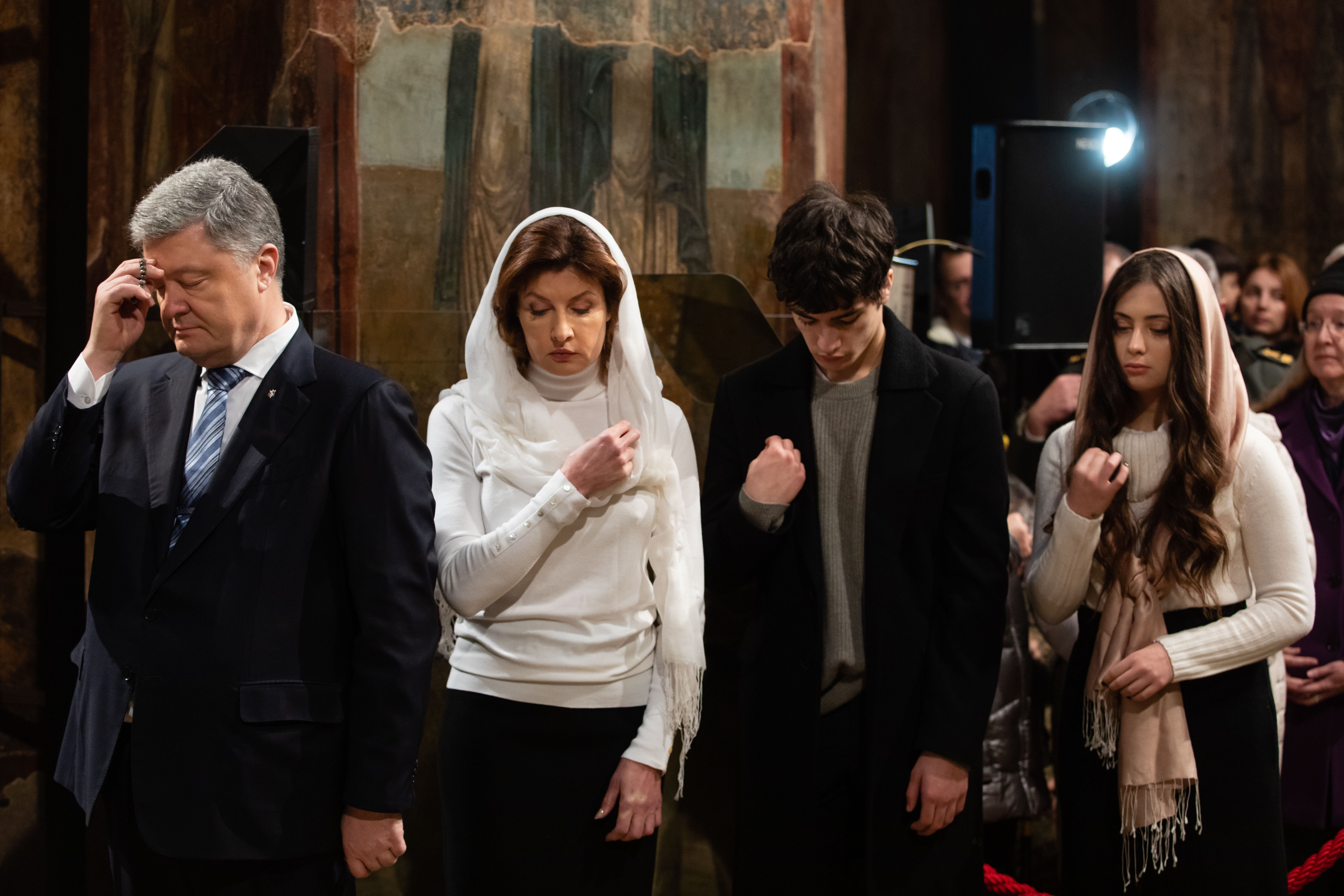
عائلة مسيحية تشارك قداس عشية عيد الميلاد، تحتل الأعياد المسيحية جزء هام من الثقافة الغربية
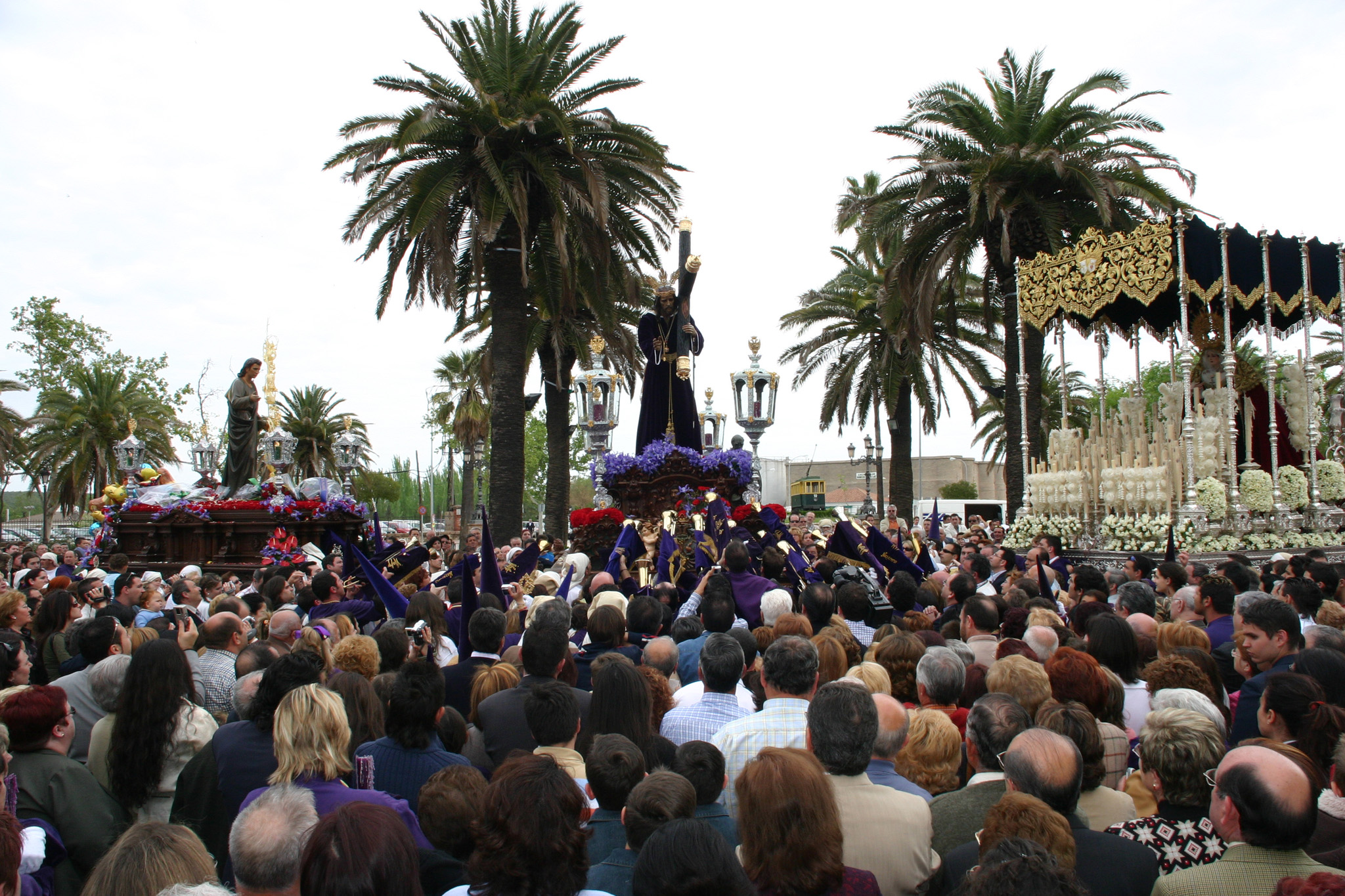
تطواف جمعة الآلام، تعتبر التطوافات جزء من الثقافة المسيحية الشعبية

## المعيار الإيماني

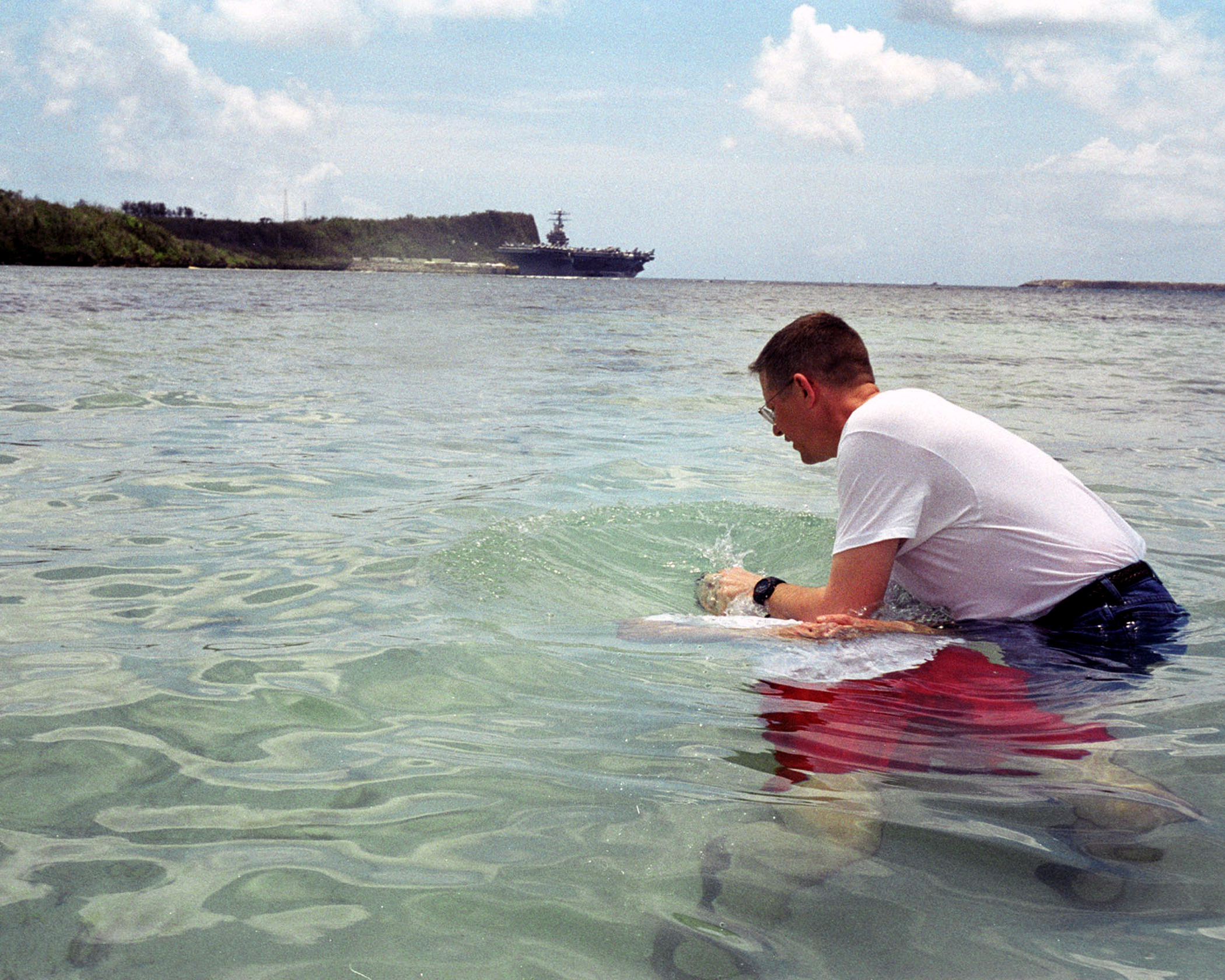
قس أنجيلي يقوم بطقس المعموديّة؛ كطقس ولادة جديدة وطهارة.

يُطلق على المسيحيين المتبِّعين لاهوت والدوغماتية المسيحية عدد من المصطلحات مثل المسيحي الكتابي، والمسيحي المتلزم، ومعتنق المسيحية والمسيحي المؤمن. وتُلقى هذه المصطلحات رواج بين المسيحيين الأصوليين والإنجيليين حيث يعتبرون المسيحي الحق هو الشخص المؤمن بيسوع المسيح ويقبله مخلصًا شخصيًا لنفسه وممارس لدينه من خلال الصلوات وقراة الكتاب المقدس بشكل يومي؛ وبالنسبة لهم لا يكفي أن يكون الشخص مولود كمسيحي ولا يزاول الطقوس الدينية، لذلك فالمسيحيين الإنجيليين يشجّعون مسيحيين الثقافة أو المسيحيين الإسميًا الغير الملتزمين على الولادة من جديد كمسيحيين أو ما يعرف بالولادة الجديدة. وتعني من الناحية الروحية، أن الله يقود المسيحيين إلى حياة جديدة من حالة الموت السابقة.
التحول إلى المسيحية هو تحول ديني ِلشَخص ما من خلفية وديانة غير مسيحية إلى شكل من أشكال المسيحية. لا توجد احصائيات دقيقة حول عدد المتحولين للمسيحية خاصًة وأن عدد من المتحولين يخشون على أنفسهم لو صرحوا بالدين الجديد الذي اعتنقوه، إما لخوفهم من ردود أفعال مجتمعهم، أو لكون سياسة بلدهم تجرّم التحول الديني، وبالتالي تكون إحصائيات معدلات التحويل شديدة الصعوبة. لكن هناك بعض التقديرات حول عدد المتحولين للمسيحية من دول مختلفة. تشير تقديرات مختلفة إلى سنويًّا يعتنق المسيحية 30 مليون شخص قادمين من خلفيات دينية مغايرة أي 23,000 شخص يوميًا ومن حيث النمو العددي بغض النظر عن النسب المئوية فإن المسيحية تحلّ في المرتبة الأولى، يذكر أن مناطق جنوب الكرة الأرضية تشهد ازديادًا في معدل نمو المسيحية. وبحسب تقرير معهد بيو تزايد عدد المسيحيين حول العالم بنسبة 4 أضعاف خلال المئة عام المنصرمة.
لا توجد معطيات رسميّة عن أعداد المتحولين إلى المسيحيّة من الأديان الأخرى أو مدى التزامهم الديني؛ الأ أنه من المعروف عمومًا أنهم أكثر التزامًا دينيًا من بعض المسيحيين التقليديين. هناك بعض الدراسات التي أعطت معطيات عن التحول الديني منها على سبيل المثال دراسة تعود لعام 2015 والتي وجدت أن حوالي 10.2 ملايين مُسلم إعتنق المسيحية. أو دراسة معهد بيو لعام 2013 والتي وجدت أنه يقطن في الولايات المتحدة 1.6 مليون يهودي تحول للمسيحية أو مسيحي من خلفية يهودية. وتشير الدراسات أن الدول ذات الثقافة البوذية في الشرق الأقصى تشهد ظاهرة في ازدياد معتنقي المسيحية منها الصين، وكوريا الجنوبية، واليابان وسنغافورة. وينشط معتنقي المسيحية في هذه الدول على الصعيد الكنسي والتبشيري كثيرًا ما يُشار على كوريا الجنوبية والصين في الأوساط البروتستانتية على أنها قوة إنجيليّة عظمى لكونها موطنًا لبعض أكبر وأنشط الكنائس المسيحية في العالم. كما وتتصدر كوريا الجنوبية المرتبة الثانية بعد الولايات المتحدة في عدد المبشرين المُرسلين في الخارج.
عدم الإيمان في العقيدة المسيحية أو الله لا يعني بالضرورة عدم اعتبار الشخص نفسه مسيحيًا في بعض المجتمعات. حيث أنه على الرغم فئة «المسيحيين الملحدين» وهم أشخاص لا يؤمنون بإله المسيحية ولا يؤمنون في العقائد اللاهوتية المسيحية الاّ أنهم يتبعون تعاليم يسوع الأخلاقيّة والإنسانيّة وبالتالي يعرفون أنفسهم كمسيحيين لعدة أسباب. وعلى الرغم من عدم ايمان الملحدين المسيحيين بإلوهية يسوع الاّ أنه يحتل نقطه مركزية في مفهومهم حيث أنّ معظم الملحدين المسيحيين يعتبرون يسوع معلم أخلاقي ومثال أعلى ويتقبلون تعاليمه لكن مع رفض لفكرة ألوهيته إذ أنهم لا يؤمنون بالله. وقد يوصف ملحدون ولادينيون أنفسهم مسيحيون مثل إخصائي السلوك البريطاني ومؤلف عدة كتب؛ ريتشارد دوكينز فعلى الرغم من كونه معروف بآرائه في الإلحاد فقد وصف نفسه كمسيحي. كما يبقى العديد من اللادينين المسيحيين بإتصال مع تراثهم الحضاري المسيحي وليس من خلال المعتقدات الدينية وإنما من خلال اللغة والأدب، والتعليم، والفن، والموسيقى، والغذاء، والإحتفالات للمسيحيين. هناك مثال ذات صلة وهو السويد حيث قال حوالي 72.9% من مجمل السكان بحلول عام 2008 أنهم مسيحيون. علمًا أنه في استطلاع يوروباروميتر عام 2005 وجد أنه فقط 23% من السكان السويديين قالوا انهم يعتقدون في شخصية الله.